# Alexis Presse
Pour les articles homonymes, voir Presse.
Mathurin Presse, en religion Dom Alexis Presse, né le 26 décembre 1883 à Plouguenast (Côtes-d'Armor) et décédé le 1er novembre 1965 à Saint-Brieuc, est un moine cistercien qui fut abbé de Tamié (Savoie) et restaurateur de l'ancienne abbaye Notre-Dame de Boquen à Plénée-Jugon (Côtes-d'Armor) en 1936.

## Biographie
Après une année passée au grand-séminaire de Saint-Brieuc, il entre à l'abbaye de Timadeuc (Morbihan), en février 1903, et fait profession solennelle, cinq ans plus tard, en février 1908. Envoyé à Rome en 1910, il y conquiert un doctorat en Droit canon. Il est ensuite nommé professeur à l'abbaye de Bonnecombe dans l'Aveyron puis, à partir de 1923, supérieur et abbé de l'abbaye de Tamié en Savoie. Il y contribue très efficacement au développement matériel et spirituel du monastère, mais les difficultés rencontrées dans son ministère, compte tenu de ses idées réformatrices — il préconise en effet le retour à l'observance pure et simple de la Règle de saint Benoît et critique sévèrement les observances trappistes qu'il juge « adventices » —, amènent le chapitre général de l'Ordre des Cisterciens réformés (trappistes) à lui retirer sa charge, en septembre 1936.
Prévoyant sa destitution, Dom Alexis avait, dès 1934, fait l'acquisition, avec l'aide de sa famille, des ruines de l'abbaye de Boquen (Bod gwenn en breton, « buisson blanc », ou « buisson ardent », c'est-à-dire l'aubépine), envisageant de rebâtir ce lieu et de renouer ainsi avec l'authenticité de la vie monastique de son Ordre. Il s'y installe, d'abord seul, en octobre 1936. D'autre part, très attaché à la culture bretonne, il souhaitait faire de Boquen une sorte de "Solesmes breton", un haut lieu de spiritualité où l'on prierait et chanterait non seulement en latin mais aussi en breton, comme ç'avait été, à l'origine, le projet de l'abbaye de Landévennec, dans le Finistère. C'est dans ce sens qu'il intronise des reliques de saints de Bretagne dans l'abbatiale reconstruite.
En 1950, la communauté de Boquen est incorporée au Saint Ordre de Cîteaux (commune observance, l'autre branche de la famille cistercienne), et Dom Alexis récupère son titre d'abbé. Après trente années de dur labeur, l'église abbatiale est finalement reconsacrée en 1965.
Durant toutes ces années, la modestie et la bonté de Dom Alexis Presse rayonnent dans toute la Bretagne et même au-delà, attirant à Boquen de nombreux visiteurs et admirateurs. Parmi eux, l'écrivain et historien Henri Daniel-Rops, que Dom Alexis connaît depuis Tamié, le docteur Alexis Carrel, prix Nobel de médecine, le philosophe Gabriel Marcel, l'aviateur américain Charles Lindbergh, etc., avec lesquels il entretient une intéressante correspondance.
La mauvaise santé de Dom Alexis l'oblige cependant à se retirer à Saint-Brieuc en 1964, il est alors remplacé à la tête de l'abbaye par le père Bernard Besret. Dom Alexis meurt le 1er novembre 1965, jour de la Toussaint (dom Alexis voulait mourir ce jour-là[citation nécessaire]) et est inhumé dans la première chapelle du transept sud de l'église de l'abbaye de Boquen.
Dom Alexis Presse était, depuis 1932, membre non résidant de l'Académie des sciences, arts et belles-lettres de Dijon et, depuis 1935, membre de la Société d'histoire ecclésiastique de la France.

## Héritage spirituel
La réforme de Boquen a directement inspiré celle de l'abbaye féminine de Sainte-Marie de Boulaur (Gers), restaurée à partir de 1948 par un groupe de moniales bénédictines provenant de l'abbaye de Kergonan (Morbihan), et conduites par la mère Pia Le Thomas (1920-2009), prieure puis abbesse. Ces religieuses s'étaient placées sous la direction spirituelle de Dom Alexis Presse. Le monastère de Boulaur fait aujourd'hui partie du Saint Ordre de Cîteaux, sous la juridiction immédiate de l'abbé-général, et sa filiale, l'abbaye Sainte-Marie de Rieunette (Aude), restaurée par la même abbesse, mère Pia Le Thomas, est aujourd'hui rattaché à la Congrégation de Lérins.

## Travaux publiés
- 1927 : « Un manuscrit des "Fragmenta Gaufridi" », in Saint Bernard et son temps, Dijon, Académie des sciences, arts et belles-lettres de Dijon, t. 1.
- 1927 : « La filiation de Clairvaux et l'influence de saint Bernard au XIIe siècle », in Saint Bernard et son temps, Dijon, Académie des sciences, arts et belles-lettres de Dijon, t. 2.
- 1927 : Tableau des anciens monastères de l'Ordre de Cîteaux situés en France (réalisation graphique par le père Anselme Dimier), Paris, Art Catholique (reproduit par Marcel Aubert, L'architecture cistercienne en France, t. I, Paris, 1943, p. 18-19, fig. 7).
- 1927 : « L'église de Tamié », in Mémoires et documents de l'Académie salésienne, Annecy, t. XLV, 1927, p. 1-12.
- 1928 : " L'église de Tamié ", Imprimerie commerciale, Annecy, 14 p., ill.
- 1929 : Étude sur l'institut juridique du "Père Abbé" ou Père Immédiat, dans l'ordre de Cîteaux, Annecy, Impr. commerciale, 68 p.
- 1929 : « Le Martyrologe cistercien. Simples notes historiques », Revue Mabillon, Abbaye Saint-Martin de Ligugé, p. [57]-67.
- 1929-1936 : La Chronique de Tamié (No 1, Noël 1929-no 28, St Bernard 1936).
- 1930 : « Les Observances adventices dans l’Ordre de Cîteaux », Revue Mabillon, Abbaye Saint-Martin de Ligugé, [225]-241.
- 1931 : « L'Abbé de Rancé a-t-il voulu fonder une observance particulière ? », Revue Mabillon, Abbaye Saint-Martin de Ligugé, p. [49]-60.
- 1932 : La Réforme de Cîteaux. Discours de réception du Très Révérend Père Dom Alexis Presse, Abbé de Tamié, Dijon, Académie des sciences, arts et belles-lettres de Dijon.
- 1932 : « Une école de sainteté chez les Cisterciens », La Vie Spirituelle, Supplément, t. 32, p. [94]-106.
- 1933 : Bernard Ier de Maurienne, Belley, Impr. de A. Chaduc, 15 p.
- 1934 : « Les Moniales cisterciennes réformées », Revue Mabillon, Abbaye Saint-Martin de Ligugé, t. 24, 1934, p. [1]-42.
- 1934 : Les Moniales cisterciennes réformées, Rodez, Impr. Carrière, 42 p.
- 1934 : « Notes sur le culte liturgique rendu à S. Étienne Harding dans l'Ordre de Cîteaux », Cistercienser Chronik, t. 46, p. [105]-108.
- 1934 : « Saint Étienne Harding », Collectanea Cisterciensia, p. [21]-30, [85]-94.
- 1936 : « La misère et nous », La Vie Spirituelle, t. 47, no 2, p. 189-192.
- 1936 : « Le métier de contemplation », Chronique de Tamié.
- 1936-1964 : La Chronique de Boquen (No 1, Noël 1936-no 55, Noël 1964 ; n'a pas paru entre le no 15 [Trinité 1940] et le no 16 [Noël 1945] ; n'a pas paru en 1960).
- 1937 : L'Abbaye de Boquen de l'Ordre de Cîteaux en Plénée-Jugon (Côtes-du-Nord), Rennes, Imprimerie de L'Ouest-Éclair, 44 p., ill.
- 1938 : « Le métier de contemplation », La Vie Spirituelle, t. 54, no 1, p. [5]-29.
- 1947 : Esquisse de l'Ordre cistercien, Saint-Brieuc, Les Presses bretonnes, 39 p.
- 1947 : Les plus beaux écrits de Saint Bernard, introd. historique de Daniel-Rops, Paris, La Colombe-Éditions du Vieux Colombier, 219 p.
- 1947 : Une école de sainteté chez les Cisterciens (ad usum privatum), 50 p.
- 1954 : A l'école de saint Benoît, Paris, Le Rameau, 64 p.
- 1954 : « Notes et documents sur les derniers temps de l’Abbaye de Cîteaux », Analecta SOC, t. 10, p. [169]-207.
- 1954 : « Un prieur de Cîteaux au XVIIe siècle : Dom Moreau », Dijon, Académie des sciences, arts et belles-lettres de Dijon, p. [74]-84.
- 1956 : « Aperçu sur les derniers temps de l’Ordre cistercien en France avant la Révolution », Revue Mabillon, Abbaye Saint-Martin de Ligué, p. [183]-199.
- 1957 : Abbaye de Boquen en Plénée-Jugon (Côtes-du-Nord), Chateaulin, Éditions d'art Jos Le Doaré, 15 p., ill.
- 1958 : « Une abbaye vieille de huit siècles », in Le message des moines à notre temps. Mélanges offerts à Dom Alexis abbé de Boquen, Paris, Fayard, p. [33]-42.
- 1958 : « Histoire d'une résurrection », in Le message des moines à notre temps. Mélanges offerts à Dom Alexis abbé de Boquen, Paris, Fayard, [43]-48.
- 1958 : « Le métier de contemplation », in Le message des moines à notre temps. Mélanges offerts à Dom Alexis abbé de Boquen, Paris, Fayard, [121]-138.
- 1959 : En la escuela de san Benito ; presentación por Dom Edmundo Garreta, abad de Poblet, [Espluga de Francolí], Abadía de Poblet.
- 1960 : Boquen en Plénée-Jugon (Côtes-du-Nord), Paris, Imprimerie Jeanbin, 31 p., ill.
- 1960 : « La « Restauration » de la Semaine Sainte au Rite cistercien réformé », Revue Mabillon, Abbaye Saint-Martin de Ligugé, p. [173]-183.
- 1966 : « Le métier de contemplation », Ecclesia. Lectures chrétiennes, no 204, mars 1966, p. 23-28.

Outre ses travaux proprement historiques ou doctrinaux, Dom Alexis Presse a rédigé diverses préfaces (voir catal. de la Bnf), notamment celle, en 1949, de l'édition posthume d'un ouvrage d'Alexis Carrel : Le Voyage de Lourdes.
Dom Alexis Presse est aussi l'auteur d'une étude sur l'abbaye bretonne de Notre-Dame de Coatmalouen, à laquelle il s'était intéressé avant Boquen : Koad-Maloen : abati sistersiat : notenn war an abati gant abad Tamie / brezhoneg gant J. Kergrist ; [luc'hskeudennoù A. Garandel],  [Tréguier] (J. Lec'hvien), 1993 (avec la collab. d'Albert Loyer).

## Hommage
Plusieurs villes de Bretagne ont donné le nom de Dom Alexis Presse à une voie publique ; on peut citer notamment Quintin, Rohan (Timadeuc) et Saint-Brieuc. Le film " Dom Alexis, le chant des Pierres" (2014) a été réalisé en son hommage et retrace sa vie selon les témoignages des anciens moines de Boquen, interprétés par huit acteurs. Le film a été réalisé par François Gorin et Bruno Vienne (tous deux apparentés à Dom Alexis).

### Sources et bibliographie
- Emmanuel Salmon-Legagneur (dir.) et al. (préf. Yvon Bourges, anc. ministre, prés. du conseil régional de Bretagne), Les noms qui ont fait l'histoire de Bretagne : 1 000 noms pour les rues de Bretagne, Spézet, Coop Breizh et Coop Breizh et Institut culturel de Bretagne, 1997, 446 p. (ISBN 978-2-84346-032-6), p. 25-26.
- Daniel-Rops, L'âme obscure, Paris, Plon, 1929.
- Augustin-Jean Maydieu, « La contemplation à l'école de saint Bernard », La Vie Spirituelle, t. 49, no 1, 1936, p. [328]-332.
- Béla Just, Les illuminés : roman, Paris, Éditions du Seuil, 1948.
- Collectif, Le message des moines à notre temps. Mélanges offerts à Dom Alexis abbé de Boquen, Paris, Fayard, 1958 (articles de Daniel-Rops, Thomas Merton, dom Jean Leclercq, Louis Bouyer, Bernard Besret, Gustave Thibon, Jean Guitton, etc.).
- Boquen, consécration de l'église abbatiale, 22 août 1965. Hommage à Dom Alexis, 1er novembre 1965, 26 décembre 1883, Rennes, Association de Boquen, 1966.
- Marc Dem, lI faut que Rome soit détruite, Albin Michel, 1985.
- André Fracheboud, « Presse (Alexis), cistercien, 1883-1965 », Dictionnaire de Spiritualité, t. 12, Paris, Beauchesne, 1986, col. 2168.
- François Lancelot, Boquen, 1936-1965. Réponse à une question, s.l. (Bannalec), 1987.
- Gérard Leroux, « A propos de Boquen », Cîteaux. Commentarii cistercienses, t. 41, 1990.
- Xavier Henry de Villeneuve, Boquen. Dom Alexis Presse, Saint-Brieuc, Les Presses Bretonnes, 1996.
- Tony Ballaster, François Gorin, Bruno Vienne, Dom Alexis, le chant des pierres, 1 DVD vidéo : coul. (PAL), son, [Rennes] : Candela productions, 2015.
- Béatrice Lebel, Boquen entre utopie et révolution 1965-1976, Rennes, PUR, coll. « Histoire », préface d’Étienne Fouilloux, postface de Bernard Besret, 2015, 394 p.
- Frédéric Le Moigne, « Boquen entre utopie et révolution 1965-1976 », Annales de Bretagne et des Pays de l’Ouest, 123-1, 2016, p. 221-223.